# Express (álbum)
Express é o segundo álbum de estúdio da banda Love and Rockets, lançado em 1986 pela gravadora Beggar's Banquet Records. O álbum foi gravado nos estúdios Woodbine St. Studios.
Este segundo trabalho da banda continua na mesma direcção musical de Seventh Dream of Teenage Heaven, e acrescenta-lhe um novas sonoridades como psicadelismo e glam rock. Embore ainda tenha um som gótico, a banda continua a distanciar-se dos seus anteriores trabalhos com os Bauhaus.
Em 2001, o álbum foi remasterizado, passando a incluir quatro músicas adicionais anteriormente lançadas em singles, dois trabalhos experimentais de estúdio, e um cover de "Lucifer Sam", dos Pink Floyd. "Ball of Confusion", uma das músicas "bónus", é anterior ao primeiro trabalho dos Love and Rockets, Seventh Dream of Teenage Heaven.

## Faixas
LP original de 1986
1. "It Could Be Sunshine" – 5:00
2. "Kundalini Express" – 5:47
3. "All in My Min" – 4:45
4. "Life in Laralay2 – 3:35
5. "Yin and Yang (The Flowerpot Man)" – 5:56
6. "Love Me" – 3:54
7. "All in My Mind" (acústico) – 5:08
8. "An American Dream" – 6:04

Faixas adicionais do CD de 2001
1. "Angels and Devils" – 6:10
2. "Holiday on the Moon" – 6:07
3. "Lucifer Sam" – 3:21
4. "B Side #1" – 1:16
5. "B Side #2" – 1:31
6. "Yin and Yang (The Flowerpot Man)" (Remix) – 5:29
7. "Ball of Confusion (That's What the World Is Today)" (USA Mix) – 6:16

## Intérpretes
- Daniel Ash — guitarra, saxofone e  vocais
- David J — baixo e vocais
- Kevin Haskins — bateria e sintetizadores